# Claire Démar
Claire Démar (1799-1833) ou Émilie d’Eymard, est une féministe, journaliste et écrivaine, membre du mouvement saint-simonien. La modernité avant-gardiste de ses écrits la fait reconnaître aujourd'hui.

## Biographie

### Enfance et origines
Claire Démar, ou peut-être Émilie d’Eymard, est un personnage qui reste encore assez mystérieux. On ne connaît que peu de choses de ses origines et de son enfance. Sa date de naissance, 1799, n'est pas certaine et son identité non plus, ses premières lettres étant signées Émilie d’Eymard et ses publications Claire Démar. Elle mourut en 1833.
Une hypothèse sur ses origines en ferait la fille du pianiste et compositeur d'origine allemande Sébastien Demar et d'Elisabeth Riesam, d'origine allemande elle aussi. Ils s'étaient installés à Orléans depuis 1791, mais, apparemment, aucun acte de naissance pouvant être considéré comme le sien ne figure dans l'état civil orléanais pour l'année 1799 (An VII-An VIII, pas plus que dans la table décennale correspondante). La fille du couple Demar prénommée Theresia (Thérèse), harpiste et compositrice (qui aurait été sa sœur aînée), était née à Gernsbach, « au duché de Bade » (Allemagne) en 1786.

### Prosélyte saint-simonienne
Claire Démar est l'une des femmes les plus combatives du mouvement saint-simonien. Lors de la période, controversée, où le mouvement devient Église, où les écrits ont comme entête Religion saint-simonienne, et où cette Église est dirigée par Prosper Enfantin, figure emblématique du Père, elle se fait remarquer par son costume, qui consistait en un béret rouge, une jupe rouge ou blanche, suivant la saison, avec une ceinture de cuir, croisée sur le devant, et une jaquette bleue, laissant voir un plastron blanc avec son nom patronymique en gros caractères. Cette jaquette se laçait par derrière avec le concours d’un compagnon, en témoignage de l’esprit de solidarité du saint-simonisme.

### Féministe
Claire Démar utilise le mouvement saint-simonien pour aller plus loin et exprimer des constats et revendications qui sont rejetés par une majorité de ses contemporains, mais qualifiés de féministes au cours des années suivantes. Peu avant sa mort, elle publie un Appel d’une femme au peuple sur l’affranchissement de la femme où elle réclame l’application à la femme de la Déclaration des Droits de l'Homme et du Citoyen. Elle y qualifie également le mariage de prostitution légale, plus exactement selon ses propres termes : "la prostitution de par la loi".

### Journaliste
Durant les dernières années de sa courte vie, Claire Démar participe aux revues féminines créées du fait de la double opportunité offerte par la révolution de 1830, dite des Trois Glorieuses, et la brèche, un instant, entrouverte par le mouvement saint-simonien, dans un pays où la femme n'existe pas en Droit. Elle publie son Appel d’une femme au peuple sur l’affranchissement de la femme dans La Femme libre et se liant avec Suzanne Voilquin, elle participe en proposant ou critiquant  les articles publiés dans les différents titres dont Suzanne a pris la direction : La Femme nouvelle, L'Apostolat des femmes, et La Tribune des femmes.

### Suicide et ouvrage posthume
Claire Démar se disposait à mettre un second volume sous presse, quand conspuée, abandonnée de tous, réduite à la plus grande misère et désespérant de voir l’émancipation des femmes, elle préféra se suicider, rue de la Folie-Méricourt, avec son amant Perret Desessarts, originaire des environs de Grenoble. Lorsque le commissaire vint constater le décès, on les trouva sur le même lit, avec deux lettres et un rouleau de papiers. Claire Démar avait indiqué que le tout devait être lu à la famille saint-simonienne de Paris et déposé ensuite entre les mains du Père Prosper Enfantin, qui remit ces papiers à Suzanne Voilquin, qui les publia dans La Tribune des femmes.
Claire Démar et Perret Desessarts (âgé de 20 ans, selon le registre d'inhumation) sont inhumés ensemble dans la fosse commune aux Amandiers du cimetière du Père-Lachaise, le 8 août 1833.

## Travaux

### Textes publiés
- Claire Démar, Appel d’une femme au peuple sur l’affranchissement de la femme, 1833, Valentin Pelosse, Payot, 2001.  (ISBN 2226125817)
- Claire Démar, Ma Loi d’avenir, posthume, in La Tribune des femmes, Suzanne Voilquin, Paris, 1834.

### Lettres
- Claire Démar, lettres de..., fonds Enfantin ou saint-simonien[14]
- Claire Démar (et Perret Desessarts), lettres à Charles Lambert (3 août 1833), autographes conservés à l'Arsenal, Mss 7714, lettres d'adieu écrites quelques heures avant le suicide des deux amants.